# Amata pfluemeri
Amata pfluemeri är en fjärilsart som beskrevs av Rocci 1923. Amata pfluemeri ingår i släktet Amata och familjen björnspinnare. Inga underarter finns listade i Catalogue of Life.